# Soft-SPS
Eine Soft-SPS bzw. SoftSPS (Speicherprogrammierbare Steuerung in Software) besteht aus einem PC – gewöhnlich einem Industrie-PC, Embedded-PC oder Box-PC – einer SPS-Software und den E/A-Bausteinen oder Feldbus-Erweiterungen wie z. B. Busklemmen.
Merkmale:
- SPS ist abhängig vom Betriebssystem des PCs, oft Windows mit Echtzeiterweiterung, mittlerweile auch Linux mit/ohne Echtzeiterweiterung.
- eventueller Ausfall bei Systemabsturz
- Die PC-CPU kann nicht voll für die SPS-Funktionalität genutzt werden.
- Die Soft-SPS benötigt ein Echtzeit-Kernel-Betriebssystem für die Steuerung der Rechenzeit, die das Rechner-Betriebssystem (z. B. Windows) an die SPS abgibt.
- Der Zugriff auf E/As erfolgt über Einsteckkarten mit integrierten E/As oder Feldbus-Anbindung, bzw. über Ethernet-basierte Feldbussysteme mit Echtzeit-Ethernet.

## Einsatzgebiet
Die Soft-SPS läuft unter einem Wirts-Betriebssystem wie z. B. unter Windows, Linux oder Unix und ist deshalb wie ein Computer zu bedienen. Die Soft-SPS findet vor allem in der Industrie vielseitige Anwendung. Oft werden spezielle kleine Computer gebaut, auf denen ein Touch-Screen montiert ist. Mit deren Hilfe kann man dann über entsprechende Software jederzeit Abläufe überwachen und notfalls schnellstens eingreifen. Außerdem hat man die Möglichkeit, die Schaltungen jederzeit anders zu gestalten.
Ein möglicher Vorteil gegenüber einer normalen SPS ist, dass man zum Ändern der programmierten Schaltungen keinen zusätzlichen PC oder Programmiergerät benötigt, da sich hier die Programmiersoftware und die Steuerungssoftware auf einem PC befinden können (meist nur unter Windows). Zudem ist häufig die Wartung dank bereits integrierter Fernwartungssoftware erheblich vereinfacht. Darüber hinaus sind die verfügbaren Ressourcen (CPU-Leistung, Arbeitsspeicher/RAM, Festspeicher/Flash bzw. HD) meist höher bzw. deutlich kostengünstiger im Vergleich zu dedizierten SPS-Systemen. Systembedingt birgt ein solches System jedoch die Gefahr, dass bei einem Ausfall irgendeines Zusatzprogrammes unter Umständen die ganze Steuerung versagt. Deshalb werden diese Systeme nicht in sicherheitskritischen Anlagen eingesetzt. Dennoch werden sie in vielen unterschiedlichen Bereichen der industriellen Automatisierungstechnik wie z. B. Produktionssystemen, aber auch gerne in Schulungen verwendet.
Die Abläufe werden ähnlich wie bei einer konventionellen SPS programmiert, meist nach IEC 61131-3. Mit herstellerunabhängigen Tools wie z. B. CODESYS lassen sich Soft-SPS und konventionelle SPS gleichermaßen programmieren und somit eine gemeinsame Code-Basis aufbauen.

## Aufbau
Eine konventionelle SPS ist mit Elementen (=Baugruppen) aufgebaut, die man meist mit einem Computer oder einem speziellen Programmiergerät programmiert. Im Betrieb laufen diese Steuerungen aber ohne diesen Computer. Auch muss zur Realisierung von Prozessschaubildern (Visualisierung), die immer den aktuellen Anlagenstatus anzeigen, ein zusätzlicher PC eingesetzt werden.
Bei der Soft-SPS jedoch sind alle diese Komponenten auf einem Computer vereinigt. Man steuert dann einfach mit diesem PC eine Maschine an. So kann man sehr komplizierte Schaltungen programmieren und benötigt dazu nur noch sehr wenig Platz. Auch Programmänderungen lassen sich deshalb ohne viel Aufwand schnell vollziehen.